# اسرار جلالی
روزنامه اسرار جلالی نام یکی از نشریات دوران مشروطه در همدان است. این مجله به‌طور هفتگی در سال۱۲۹۹٫ش در همدان تأسیس و منتشر می‌گردیده‌است. اسرار جلالی مجله‌ای بود ۸ صفحه‌ای به قطع وزیری که از دیگر مشخصات آن اطلاع دقیقی در دست نیست.